# Cometierra
Cometierra es una novela de la escritora argentina Dolores Reyes, publicada en mayo de 2019 por Editorial Sigilo. Se trata de la primera novela de la autora.

## Sinopsis
Cometierra narra la historia de una joven del conurbano bonaerense que vive sola con su hermano y tiene el poder de comunicarse a través de visiones con personas muertas o desaparecidas al comer la tierra que pisaron. Al hacerlo, se entera de cómo murieron o qué pasó con ellas, por lo que es visitada por mujeres que le piden ayuda. La obra trata temas tales como la desigualdad, los vínculos familiares, los femicidios y la búsqueda de justicia.

Me acosté en el suelo, sin abrir los ojos. Había aprendido que de esa oscuridad nacían formas. Traté de verlas y de no pensar en nada más, ni siquiera en el dolor que me llegaba desde la panza. Nada, salvo un brillo que miré con toda atención hasta que se transformó en dos ojos negros. Y de a poco, como si la hubiera fabricado la noche, vi la cara de María, los hombros, el pelo que nacía de la oscuridad más profunda que había visto en mi vida.

La obra tiene algunos párrafos de contenido sexual que generaron polémica por su inclusión en el ámbito de programas educativos de escuelas secundarias. Algunos de los párrafos que suscitaron polémica son los siguientes:

Con la mano libre, se desabrochó el cinturón, bajó el cierre del pantalón y se lo quitó. La otra mano se cerró en mi nuca. No me podía mover. Tiró de mí. Sacó su pija por encima del bóxer y me la acercó a la boca. Me dejé llevar a un beso tan suave como si lo que besaba fuese una lengua. Le bajé el bóxer del todo. La piel que tocaba me gustaba. Podía apretarla con los labios mientras la pija jugaba en mi boca y se iba hundiendo. Ezequiel me miró chupar y yo también lo miré a él. Me agarró la cabeza con las dos manos. Mantuvo un rato la presión, hasta que en un movimiento sacó su pija de mi boca y sus manos buscaron mi cadera. Me llevó hacia él.

Yo me tendí y abrí las piernas. Ezequiel besó mis tetas, que son del tamaño de un puño cerrado. Después, sin apartar su boca de mi pecho, bajó una de las manos hasta mi concha. Me acarició. Sentí sus dedos hirviendo. Me fui mojando. Él siguió un poco más, después llevó la mano de nuevo a mis caderas. Una mano seca y la otra mojada me agarraban firmes. Quería verlo cuando entrara. Quería acariciar su espalda que estaba encima de mi cuerpo.

Para que entendiera, le toqué la pija por sobre el pantalón y con la otra mano agarré una de las suyas y me la llevé al nacimiento del pelo. Recién en el comienzo de las caricias Ezequiel aflojó y pudo sonreír. Me abrazó, me apretó contra él. Olerlo me encantaba. Estábamos solos en la casa, como si no importase nada más que nosotros dos y los besos que nos dábamos. Me puse a besarle el cuello, besos que pronto se transformaron en lamidas que me dejaron la mente en blanco. Sus manos de repente me soltaron, para desprender el botón de su jean, bajar la bragueta y hacer asomar su pija dura. Chuparle la pija a Ezequiel era como un juego para mí. Pensaba en un helado mientras le pasaba la lengua y se la besaba. Ezequiel me dejó jugar un rato, hasta que me agarró de los pelos y me puso de pie. Sus manos desabrocharon mi pantalón y lo bajaron bruscamente, como si me lo arrancaran, y después él me dobló contra el sillón de la salita de atender. Boca abajo, su mano tocó lo que su pija iba a penetrar, me acarició un rato largo, con todo el tiempo del mundo. Más que nada, sentía su calor. Costó un poco cuando empezó a meterse, un momento mínimo de dolor, pero después Ezequiel se estaba moviendo en mí y yo enloquecía.

## Crítica literaria
Dijo Gabriela Cabezón Cámara:

El lirismo áspero y sensible de Dolores Reyes te explota en las manos, lectora, lector. La novela negra argentina, la novela a secas, mejor dicho, tiene a la heroína que nos estaba haciendo falta, una a la que la tierra le habla en la llanura envenenada, y tiene, también, una prosa que brilla. Con Cometierra, Reyes reina.

Opinó Selva Almada:

Con un lenguaje profundamente poético al tiempo que visceral, Cometierra camina al filo de la huella de autores fundamentales como Juan Rulfo y Sara Gallardo, y reinventa con brillo propio y una voz singular el universo del conurbano bonaerense.

## Repercusiones

### Denuncia por la ColecciónIdentidades Bonaerenses
Con el precedente de algunas polémicas en las provincias del Neuquén y Mendoza, la Fundación Natalio Morelli, presidida por Bárbara Morelli, una militante cercana a la diputada libertaria Lilia Lemoine, denunció judicialmente a Alberto Sileoni, director general de Cultura y Educación de la provincia de Buenos Aires, por la distribución de obras tales como Cometierra, que incluyen contenido sexual explícito y temas considerados inapropiados.
La colección Identidades Bonaerenses consta de 108 títulos de 56 editoriales. No es material de lectura obligatoria, sino que está disponible en las bibliotecas de los establecimientos educativos de nivel secundario, superior, de adultos y escuelas técnicas, como así también en bibliotecas municipales y populares.
Sileoni se defendió diciendo: 

Que millones de niños y adolescentes puedan acceder a pornografía con un clic no escandaliza. Una acción educativa de un libro mediado por un docente que ayuda a leer y comparte una lectura coral con el resto de los estudiantes, eso sí escandaliza.

### Desinformación
Según el sitio especializado Chequeado, que se ocupa de la verificación del discurso público, luego de la denuncia circularon datos falsos sobre el libro. Entre otras cosas, se dijo que Florencia de la V había calificado a la novela como extremadamente tierna, cuando en realidad se refería a otro libro; que tenía dibujos de menores desnudos en cada página, lo cual es también falso, y que fragmentos de un libro satírico español formaban parte de la currícula escolar argentina, cuando no era así.

### Repercusión política
La vicepresidenta Victoria Villarruel le atribuyó a Cometierra fragmentos de Las aventuras de la China Iron, de Gabriela Cabezón Cámara, para criticar al gobernador de la provincia de Buenos Aires Axel Kicillof en X por distribuir, en un programa de lectura para escuelas secundarias, libros que no respetan la inocencia de los niños y representan degradación e inmoralidad:

La provincia de Buenos Aires no merece la degradación ni la inmoralidad que Kicillof les impone. Existen límites que no deben cruzarse. ¡Basta de sexualizar a nuestros hijos, saquen de las aulas a quienes promueven estas agendas nefastas y respeten la inocencia de los niños! ¡¡Con los chicos NO!!”.

Kicillof, posando con Cometierra y otros libros de la misma colección, le respondió a Villarruel también por la red social X:

Qué mejor que un domingo de lluvia para leer buena literatura argentina. Sin censura.

El secretario de Cultura del gobierno nacional de Javier Milei, Leonardo Cifelli, dijo que le parecía una vergüenza que Axel Kicillof, el gobernador de la provincia de Buenos Aires, posara con el libro. Dijo, asimismo, que el libro le parecía de degenerados, aunque admitió no haberlo leído sino que se guiaba por lo que decían los periodistas.

### Ataques a la autora
En las redes sociales se publicó la dirección en la que trabaja la autora, así como también se exigió que le sacaran la tenencia de sus siete hijos, mostrando fotos de ellos. Se la acusó también de pedofilia.

## Ventas
A causa de la repercusión y las discusiones suscitadas en la esfera pública sobre el libro y la conveniencia de su uso en el ámbito escolar, las ventas de Cometierra aumentaron considerablemente. En el sitio de Librerías Cúspide superó incluso a La vegetariana, de la autora surcoreana ganadora del premio Nobel de Literatura del mismo año, Han Kang.

## Lectura colectiva en el Teatro del Picadero
El 24 de noviembre de 2024 se realizó una lectura colectiva de la novela en el Teatro del Picadero de la ciudad de Buenos Aires. Participaron alrededor de 120 escritores y escritoras y hubo más de 300 espectadores.
Entre los autores que participaron estuvieron Juan Sasturain, Luisa Valenzuela, Martín Kohan, Carlos Gamerro, Liliana Heker, Mariana Travacio, Marcelo Figueras, Ana Ojeda, Liliana Heer, Jorge Consiglio, Osvaldo Aguirre, Gloria Peirano, Alejandra Kamiya,Andrea Ferrari, Cristian Alarcón, Inés Garland, Paula Bombara, Enzo Maqueira, Santiago Loza, Mario Méndez, Sonia Budassi, Tamara Tenenbaum, Silvia Hopenhayn, Federico Jeanmaire, Fabián Casas, Guillermo Martínez, María O'Donnell y Sergio Olguín.
Claudia Piñeiro, una de las organizadoras del evento, expresó que se trataba de un acto político de resistencia cultural en defensa de la libertad de leer sin censura.
La autora, asimismo, suscribió a las palabras del periodista y empresario Jorge Fontevecchia, quien al entrevistarla sostuvo que la denuncia a los libros constituía un símbolo de algo mayor, un ataque al pensamiento crítico y a la cultura.
En el evento se leyó también una solicitada con más de 2000 adhesiones, entre las cuales se contaba entre otros con la de los mexicanos Juan Villoro, Guadalupe Nettel y Brenda Navarro; los chilenos Alberto Fuguet, Alejandro Zambra, Lina Meruane y Alejandra Costamagna; el nicaragüense Sergio Ramírez y las españolas Irene Vallejo y Rosa Montero.